# Medvédovskaia
Medvédovskaia - Медвёдовская (rus) - és una stanitsa del krai de Krasnodar, a Rússia. Es troba a la confluència del riu Kirpili i el seu afluent Kotxeti. És a 18 km al sud-est de Timaixovsk i a 45 al nord de Krasnodar.
Pertanyen a aquesta stanitsa els khútors de Bolxevik i Léninski.